# Дивьинское сельское поселение
Дивьинское се́льское поселе́ние — бывшее муниципальное образование в Добрянском муниципальном районе Пермского края Российской Федерации.
Административный центр — посёлок Дивья.

## История
Статус и границы сельского поселения установлены Законом Пермской области от 10 ноября 2004 года № 1743—358 «Об утверждении границ и о наделении статусом муниципальных образований административной территории города Добрянки Пермского края»
Упразднено в 2019 году вместе с другими поселениями муниципального района путём их объединения в Добрянский городской округ.

## Население
| 2010  | 2012  | 2013  | 2014  | 2015  | 2016  | 2017  |
| ----- | ----- | ----- | ----- | ----- | ----- | ----- |
| 2176  | ↘2054 | ↗2082 | ↘2011 | ↘1896 | ↘1873 | ↗1932 |
| 2018  | 2019  |       |       |       |       |       |
| ↗1988 | ↘1984 |       |       |       |       |       |

## Населённые пункты
В состав сельского поселения входили 12 населённых пунктов:
| №  | Населённый пункт | Тип             | Население |
| -- | ---------------- | --------------- | --------- |
| 1  | 29 км            | посёлок         | 2         |
| 2  | Ветляны          | посёлок         | 100       |
| 3  | Дивья            | посёлок         | ↘1135     |
| 4  | Кухтым           | посёлок станции | 85        |
| 5  | Кухтым           | посёлок         | 10        |
| 6  | Мутная           | посёлок         | 51        |
| 7  | Октябрьский      | посёлок         | 25        |
| 8  | Родники          | посёлок         | 3         |
| 9  | Талица           | посёлок         | 6         |
| 10 | Трактовый        | посёлок         | 25        |
| 11 | Усть-Шалашная    | посёлок         | 30        |
| 12 | Ярино            | посёлок         | 432       |